# Музей народной архитектуры, быта и детского творчества в селе Прелестное
Музей народной архитектуры, быта и детского творчества в селе Прелестное Краматорского района Донецкой области — филиал Донецкого областного художественного музея. Комплекс под открытым небом состоит из сельского двора XIX века — ветряной мельницы, дома, амбара, кузницы, колодца, ульев. В музее имеется зал с образцами народного творчества Слобожанщины и единственного на Украине музея детского творчества.
Создание музея началось в 1983 году по инициативе Александра Ивановича Шевченко — краеведа, художника, учителя, организатора детской художественной студии «Синяя птица». Вместе с группой энтузиастов и учениками он осуществлял этнографические экспедиции, во время которых были выявлены памятники народной архитектуры и собраны предметы материальной культуры, народные песни, сказки. Экспонаты завозили со всей округи — из сел Бригадировка, Сидорово, Маяки, ветряную мельницу завезли из Харьковской области. Прежде чем везти, разбирали и нумеровали детали, а потом на месте собирали, реставрируя. В 1992 году музей в Прелестном получил статус государственного и стал филиалом Донецкого областного художественного музея.

## Архитектурный комплекс
Самым примечательным из зданий музея является четырёхстенный деревянный, белёный дом с крышей покрытой камышом — типичное крестьянское жильё Слобожанщины XIX — начала XX века. Центральное место в доме занимает отбеленная и расписанная печь. Рядом с печью — полка для посуды с керамической посудой. Под окнами ткацкий станок, большой стол, рисованные и резные сундуки. В красном углу кованые иконы, украшенные полотенцами, цветами.
В амбаре находится экспозиция инструментов и изделия мастеров по дереву: хомуты, сани, колёса, гребёнки, колоды.
Рядом с амбаром расположена кузница с действующими экспонатами — горном и кувалдой, с малым и большим молотками. Также в кузнице собраны металлические изделия: серпы, косы, тяпки, ножи, плуги, бороны.
Ветряной мельнице в музее почти 200 лет. Она была подарена музею жителями села Бригадировка Харьковской области и отреставрирована мастерами из села Троицкого. В мельнице была заменена треть колод. В мельнице два этажа. Внутри неё находятся колесо механизма мельницы, жернова, сельхозинвентарь.

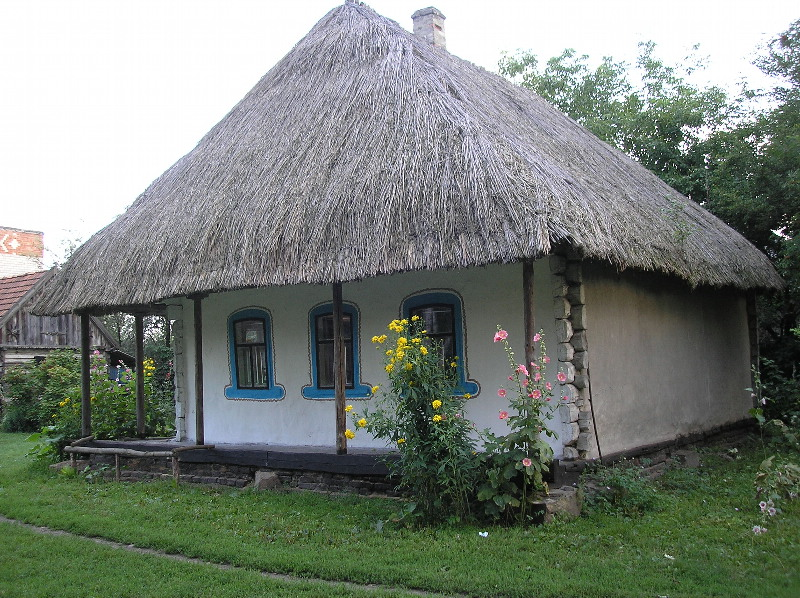
Дом
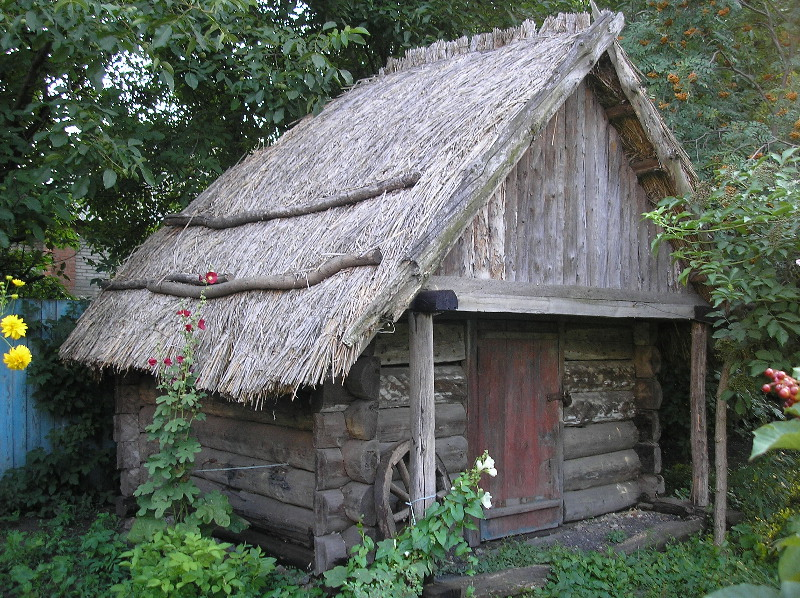
Амбар
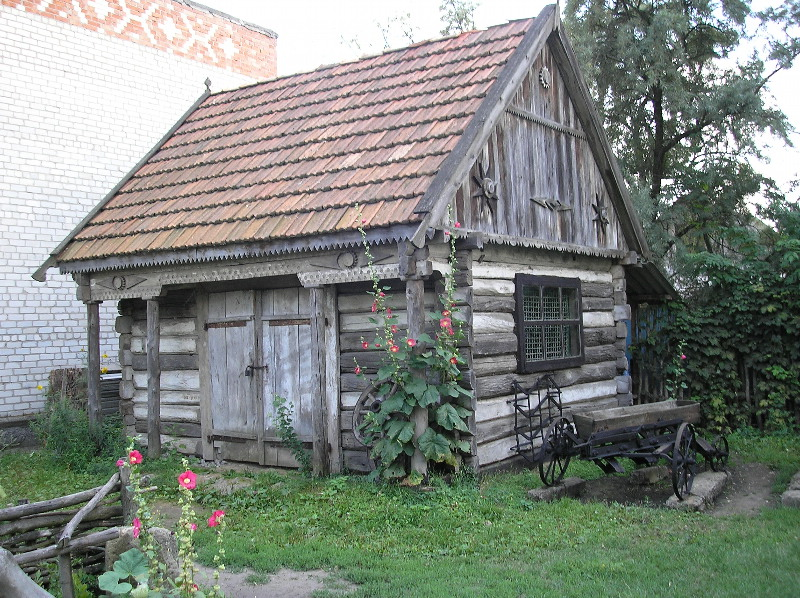
Кузница
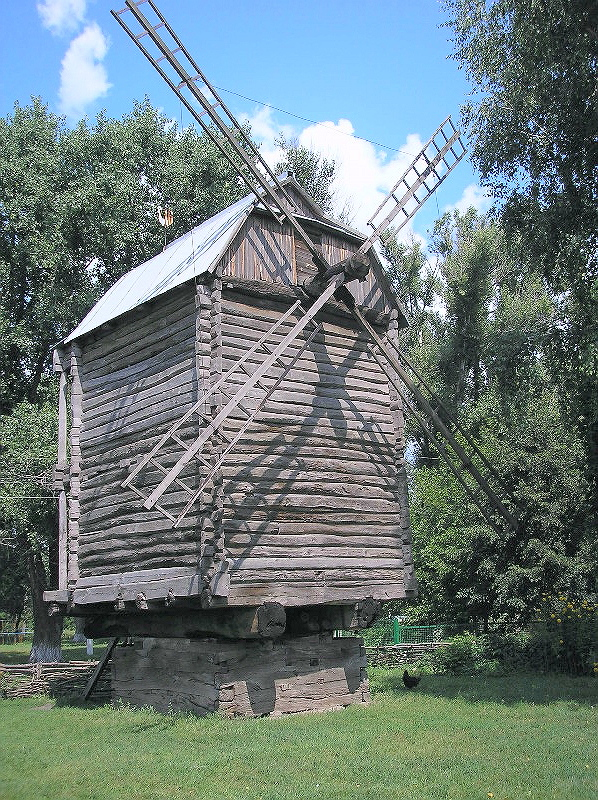
Ветряная мельница
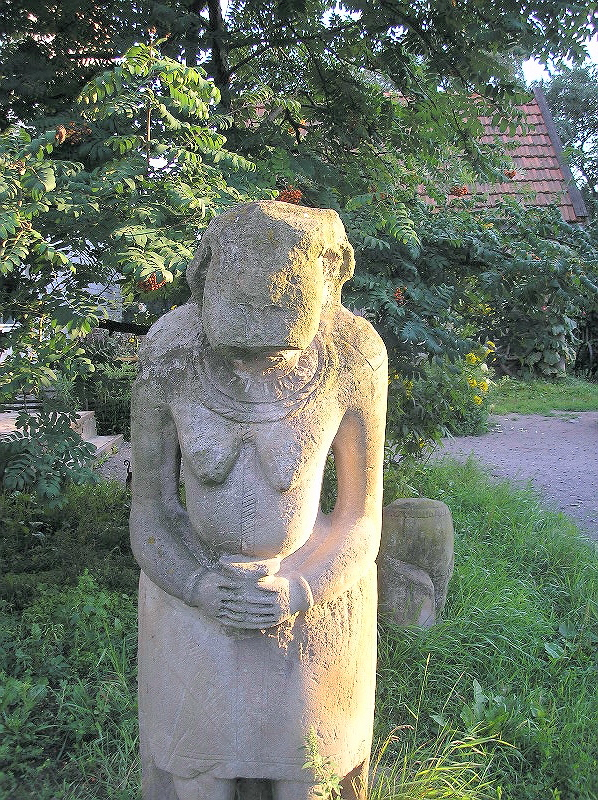
Каменная баба